# ISO 3166-2:HN
ISO 3166-2:HN — стандарт Международной организации по стандартизации, который определяет геокоды. Является подмножеством стандарта ISO 3166-2, относящимся к Гондурасу. Стандарт охватывает 18 департаментов Гондурасу. Каждый геокод состоит из двух частей: кода Alpha2 по стандарту ISO 3166-1 для Гондураса — HN и дополнительного кода, записанных через дефис. Дополнительный двухбуквенный код в образован созвучно: названию, аббревиатуре названия департамента. Геокоды департаментов Гондураса являются подмножеством кодов домена верхнего уровня — HN, присвоенного Гондурасу в соответствии со стандартами ISO 3166-1.

## Геокоды Гондураса
Геокоды 18 департаментов административно-территориального деления Гондураса.
| Геокод | Административная единица | Статус      |
| ------ | ------------------------ | ----------- |
| HN-AT  | Атлантида                | департамент |
| HN-CH  | Чолутека                 | департамент |
| HN-CL  | Колон                    | департамент |
| HN-CM  | Комаягуа                 | департамент |
| HN-CP  | Копан                    | департамент |
| HN-CR  | Кортес                   | департамент |
| HN-EP  | Эль-Параисо              | департамент |
| HN-FM  | Франсиско-Морасан        | департамент |
| HN-GD  | Грасьяс-а-Дьосs          | департамент |
| HN-IN  | Интибука                 | департамент |
| HN-IB  | Ислас-де-ла-Баия         | департамент |
| HN-LP  | Ла-Пас                   | департамент |
| HN-LE  | Лемпира                  | департамент |
| HN-OC  | Окотепеке                | департамент |
| HN-OL  | Оланчо                   | департамент |
| HN-SB  | Санта-Барбара            | департамент |
| HN-VA  | Валье                    | департамент |
| HN-YO  | Йоро                     | департамент |

## Геокоды пограничных Гондурасу государств
- Никарагуа — ISO 3166-2:NI (на юго-востоке),
- Сальвадор — ISO 3166-2:SV (на юго-западе),
- Гватемала — ISO 3166-2:GT (на западе).